# Falcatifolium gruezoi
Falcatifolium gruezoi är en barrträdart som beskrevs av De Laub. Falcatifolium gruezoi ingår i släktet Falcatifolium och familjen Podocarpaceae. Inga underarter finns listade i Catalogue of Life.